# Acroloxus pseudolacustris
Acroloxus pseudolacustris is een slakkensoort uit de familie van de Acroloxidae. De wetenschappelijke naam van de soort is voor het eerst geldig gepubliceerd in 2012 door Glöer & Pešic.